# Himerta bicolorata
Himerta bicolorata là một loài tò vò trong họ Ichneumonidae.